# Bristol Brigand
De Bristol Brigand is een tweemotorige, lichte torpedobommenwerper, ontworpen en geproduceerd door de Britse vliegtuigfabrikant Bristol Aeroplane Company. Het toestel was tijdens de Tweede Wereldoorlog in gebruik bij de RAF.

## Ontwerp en ontwikkeling
De robuuste Brigand, die niet bij alle vliegers geliefd was, was de laatste tweemotorige bommenwerper met zuigermotoren van de RAF. De Brigand was oorspronkelijk ontworpen als torpedobommenwerper voor de lange afstand, ter vervanging van de Beaufighter. Ontleende de Beaufighter zijn vleugels en staart aan de Beaufort, die van de Brigand waren eerder voor de weinig geslaagde Buckingham-bommenwerper gebruikt. De Brigand kreeg tevens de Centaurus-motoren van dit toestel.

## Inzet en operaties
De Brigand maakte in december 1944 zijn eerste vlucht. Sommige toestellen werden met torpedo's bewapend, maar de meeste werden als lichte bommenwerper in de tropen gebruikt. De RAF zette de Brigand als lichte bommenwerper voor het eerst aan het begin van 1949 in Irak in. Tussen 1950 en 1954 bestookten Brigands in Maleisië opstandelingen met bommen en raketten. Er werden 143 Brigands aan de RAF geleverd, waarvan een aantal gebruikt werd voor meteorologische doeleinden en als radar-lesvliegtuig.